# Pa-Modou Kah
Pour les articles homonymes, voir Kah.
Pa-Modou Kah est un ancien footballeur international norvégien né le 30 juillet 1980 à Banjul en Gambie. Il est actuellement l'entraîneur du Rising de Phoenix .

## Biographie
Le 3 mai 2013, Kah est transféré aux Timbers de Portland pour pallier les nombreuses blessures.
En 2015, Kah est transféré aux Whitecaps de Vancouver.
Le 14 janvier 2020, Kah est nommé le nouvel entraîneur-chef du Pacific FC dans la Première ligue canadienne.

## Palmarès
- Vålerenga Fotball
  - Vainqueur de la Coupe de Norvège en 2002
  - Champion de deuxième division norvégienne en 2001
- Whitecaps de Vancouver
  - Vainqueur du Championnat canadien en 2015